# Tora Zo
"Tora Zo" (alfabeto grego: "Τώρα ζω", tradução portuguesa : "Agora Eu vivo") foi a canção cipriota no Festival Eurovisão da Canção 1986, interpretada em grego por Elpida.
A referida canção tinha letra de Peter Yiannakis, Fivos Gavris, música de Peter Yiannakis e orquestração de Martyn Ford.
A canção cipriota foi a décima-quinta a ser interpretada na noite do evento, a seguir à canção alemã "Über die Brücke geh'n", interpretada por Ingrid Peters e antes da canção austríaca "Die Zeit ist einsam", interpretada por Timna Brauer. A canção cipriota não teve sorte, classificando-se em último lugar (20.º lugar), obtendo apenas 4 pontos.  
A canção é uma balada, com Elpida cantando que agora ela está vivendo uma experiência que ela antes apenas tinha visto em sonhos. 